# Иларион (Конаныкин)
Иларион Конаныкин (1762—1813) — архимандрит Соловецкого монастыря Русской православной церкви. 
Родился в 1762 году; происходил из купечества Калужской губернии. Принял монашество с именем Иларион в Александро-Невской лавре 6 марта 1795 года и с 1804 года был благочинным петербургских монастырей. 
8 сентября 1806 года Иларион Конаныкин был произведён в архимандриты Соловецкого монастыря. Соловецкие монахи жаловались на жестокое обращение с ними Илариона, и хотя Священный Синод жалобу оставил без последствий, но и сам Иларион начиная с 1808 года настойчиво просил, чтобы его перевели в другой монастырь. 
Священный Синод постановил удовлетворить его просьбу 30 июня 1813 года, не имея ещё сведений, что 4 июня отец Иларион скончался. 
Крупный капитал, оставшийся после его смерти, был по завещанию распределён на церкви, в пользу пострадавших во время Отечественной войны 1812 года, в пользу Библейского общества, между братией Соловецкого монастыря и между нищими и арестантами.